# HD 40307 b
HD 40307 b是一個環繞恆星HD 40307的太陽系外行星，距離地球約42光年，位於繪架座。該行星是使用 HARPS 以徑向速度法發現於2008年6月。是環繞 HD 40307 中三個體積比地球大的超級地球中最小的。該行星引人注目的是其母恆星相對低的金屬量，因此有說法認為不同金屬量的原恆星會形成不同形式的行星。

## 發現
就和許多其他系外行星一樣，HD 40307 b是由恆星徑向速度變化的量測發現的。這些量測是使用智利拉西拉天文台高精度徑向速度行星搜索器進行。該發現是在2008年6月16日到18日於法國南特舉行的天文學會議宣布。HD 40307 b是環繞恆星 HD 40307的其中一個「超級地球」。

## 軌道與質量
HD 40307 b被認為是一個「超級地球」，其質量是該系統中最低的，約4.2倍地球質量 。該行星環繞母恆星 HD 40307 週期4.3日，因此其軌道半徑約0.047 AU。該行星的軌道偏心率尚無法確定是否不等於0，這代表目前無足夠資料確認它的軌道是否圓形軌道。
相較於其他行星系，HD 40307 b的母恆星金屬量偏低。這代表一個可能性是在恆星形成時的金屬量決定原恆星的吸積盤內會形成氣體巨行星或類地行星。

## 行星特性
HD 40307 b的4.2倍地球質量可能不足以形成氣體巨行星。但在2009年這個概念面臨挑戰，有研究認為 HD 40307 b如果是類地行星，將會相當不穩定，潮汐加熱可能會使其產生比木星衛星木衛一上更強烈的火山活動，外在的限制似乎和類地行星相關，但這並不會限制天王星和海王星這樣的氣體巨行星。但是該行星是經由徑向速度發現，而非直接攝影。目前仍無法確認半徑、組成物質、可能表面溫度等特性。
因為強力的潮汐力可能摧毀距離母恆星相當接近行星的較大衛星，HD 40307 b可能沒有衛星。

## 外部連結
- . Exoplanets.   [2011-12-29]. （原始内容存档于2016-11-30）.
- . Exoplanets.   [2011-12-29]. （原始内容存档于2012-03-04）.